# ユール・ネヴァー・ウォーク・アローン
「ユール・ネヴァー・ウォーク・アローン」（You'll Never Walk Alone）は、1945年のミュージカル『回転木馬』（Carousel）のためにリチャード・ロジャーズとオスカー・ハマースタイン2世によって製作された楽曲。ミュージカル内で歌唱される際の邦題は「人生ひとりではない」。

## 解説
この曲は多くのアーティスト達の手によって録音され、1945年のフランク・シナトラのバージョンがビルボードチャート9位にランクインした。1950年には有名なテノール歌手マリオ・ランツァのバージョンが公開された。1954年にロイ・ハミルトンのバージョンがR&Bチャート1位となった。1964年の Patti LaBelle and the Blue Belle のバージョンは34位となった。1968年のエルヴィス・プレスリーのバージョンが90位となった。三大テノールのコンサートでも歌われた。2020年には100歳を迎える退役大尉トム・ムーアとマイケル・ポールとのデュエットで全英シングルチャート1位を獲得した。

## リヴァプールFC
この曲の最も成功したバージョンは、リヴァプールのマージービートバンド、ジェリー&ザ・ペースメイカーズによるもので、1963年10月26日から4週連続で全英シングルチャート1位を記録した。この人気を受けて後に地元のサッカークラブリヴァプールFCのサポーターソングとして歌い継がれるようになり、試合開始前と終了後に常に歌われるクラブの愛唱歌（Anthem）となった。ホームスタジアムのアンフィールドには1970年代の栄光の時代の監督であるビル・シャンクリーの名を冠したシャンクリー・ゲートという門があるが、その門の最上部には You'll Never Walk Alone の文字が刻まれている。また、リヴァプールFCのエンブレムにもこの文字が冠されている。

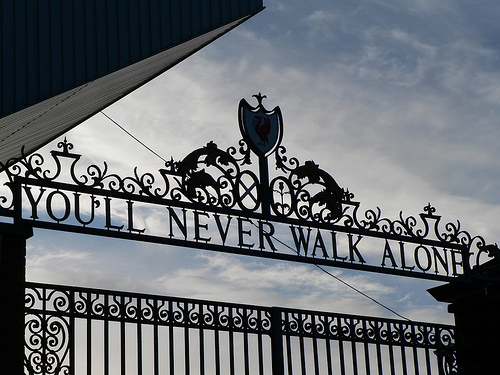
シャンクリー・ゲート

## その他サッカー
現在、この曲はリヴァプールFCの他にも世界中のサッカークラブのサポーター達に歌われ人気を得ている。
- スコットランド 
  - セルティックFC
- イングランド 
  - イプスウィッチ・タウンFC、リヴァプールFC
- ブルガリア 
  - PFC CSKAソフィア
- オーストリア
  - SKラピード・ウィーン
- クロアチア
  - NKディナモ・ザグレブ
- オランダ 
  - アヤックス・アムステルダム、フェイエノールト、FCトゥウェンテ、VVVフェンロー
- ドイツ
  - バイエルン・ミュンヘン 、VfBシュトゥットガルト 、ボルシア・ドルトムント 、シャルケ04、ヴェルダー・ブレーメン、FCザンクトパウリ 、アレマニア・アーヘン、1.FSVマインツ05、1.FCカイザースラウテルン 、1.FCディナモ・ドレスデン
- 日本
  - FC東京
- スウェーデン
  - ヘルシンボリIF
- イタリア 
  - ジェノアCFC、エラス・ヴェローナFC、ACミラン
- ベルギー
  - クラブ・ブルッヘ、ロイヤル・アントワープFC、KVメヘレン

## 補足
- 英国のプログレッシブ・ロックバンド、ピンク・フロイドが1971年に発表したアルバム、Meddle（邦題：おせっかい）の3曲目に収録されているFearlessという曲の中で、リヴァプールFCのゴール裏（通称、KOP）サポーターが歌うYou'll Never Walk Aloneがサンプリングされている。